# Простырь
Простырь (укр. Простир, бел. Прастыр) — государственный ландшафтный заказник Белоруссии на границе с Украиной и национальным парком Украины «Припять-Стоход», входит в единую с ним трансграничную рамсарскую территорию «Стоход — Припять — Простырь». Часть единой европейской экологической сети.

## История
Заказник «Простырь» был сформирован согласно Постановлению Совета Министров Республики Беларусь от 28 февраля 1994 года на территории в 3440 га в междуречье Припяти, Простыри и Стыри в Пинском района Брестской области. Он находится непосредственно на границе с Украиной и её парком «Припять-Стоход» и в 45 км от другого белорусского заказника — «Средняя Припять». В 2006 году «Простырь» был включён в перечень водно-болотных угодий охраняемых согласно Рамсарской конвенции и стал частью трансграничной рамсарской территории «Стоход — Припять — Простырь». Их территория — один из обширнейших в Европе комплексов пойменных лугов и болот, часть единой европейской экологической сети. На 2020-й год площадь заказника «Простырь» составляла уже 9544 га.

## Описание
«Простырь» является последним из нетронутых угодий Западного Полесья. Вплоть до настоящего времени из-за отсутствия мостов через Припять и Простырь здесь не проложено ни одной дороги. На этом участке поймы мозаично чередуются заболоченные луга, низинные открытые осоковые болота и заросли тростника. Рельеф ровный. Среди заболоченных пространств, пронизанных сетью небольших озёр и стариц, разбросаны небольшие возвышения — «минеральные острова», не превышающие 0,3-0,5 м. Леса — преимущественно небольшие ольшаники вдоль рек — занимают всего 83 га. В «Простыре» и «Средней Припяти» в близком к естественному состоянии сохранились крупнейшие по площади аллювиальные ландшафты Европы. Вместе они формируют так называемую «Полесскую Амазонию» — центр сосредоточения уникальных биотопов.
Гидрологическая сеть представлена реками Припять, Простырь, Гнилая Припять, Воротец, помимо них, на территории заказника проходят многочисленные протоки, каналы, сформированы многочисленные старичные озёра. Из-за низкого и плоского рельефа паводок часто задерживается здесь на срок до 4 календарных месяцев.

## Флора
На территории заказника выявлено 11 типов особо ценных растительных сообществ. Здесь зарегистрировано 525 видов высших сосудистых растений, большинство из них являются типичными гидро- и гигрофитами. 6 из которых занесены в Красную книгу Республики Беларусь: сальвиния плавающая (Salvinia natans), кувшинка белая (Nymphaea alba), ирис сибирский (Iris sibirica), крапива киевская, Волдырник ягодный, сиелла прямостоячая, а ещё 25 в стране встречаются редко. Подлесок формируют крушина, калина, рябина, малина и чёрная смородина, в ярусе трав и кустарников — вербейник обыкновенный, сабельник болотный, лабазник вязолистный, щитовник мужской и т. п.

## Фауна
Животный мир характерен для пойменных сообществ Полесья. Всего в заказнике зарегистрировано 34 вида млекопитающих, в том числе енотовидная собака, волк, косуля, кабан, горностай, лесной хорёк и другие. Широко представлены грызуны — более 14 видов. Междуречье реки Припять и реки Простырь, а также земли в поймах рек Гнилая Припять и Стырь стали привлекательным местом обитания для лосей— эти мало доступные для человека территории обладают богатой кормовой базой, в 1990-х местная популяция лося превышала 100 особей. В конце 1990-х её практически истребили браконьеры и в «Простыре» остались всего несколько особей, к 2010-м едва наметилась тендеция к восстановлению популяции.
Заказник отличается богатой орнитофауной. Его низинные болота являются охотничьей территорией находящегося под угрозой исчезновения вида большой подорлик (Aquila clanga). Всего в заказнике зарегистрировано 130 видов птиц, 92 из которых гнездится. 22 вида в заповеднике включены в Красную книгу Республики Беларусь, а 18 внесены в международную Красную книгу, как вертлявая камышовка (Acrocephalus paludicola), коростель (Crex crex), дупель (Gallinago media), малый подорлик (Aquila pomarina), большая выпь (Botaurus stellaris), филин (Bubo bubo), малый погоныш (Porzana parva). В границах угодья также находится две колонии большой белой цапли (Egretta alba) с общей численностью около 30 пар.
В «Простыре» расположены одни из самых крупных на Полесье нерестилищ. Ихтиофауна заказника насчитывает 26 видов, среди них — стерлядь, рыбец, обыкновенный подуст. Герпетофауна относительно бедна: из амфибий здесь отмечены прудовая лягушка (Rana lessonae), озёрная лягушка (Rana ridibunda), остромордая лягушка (Rana terrestris), а также обыкновенная чесночница (Pelobates fuscus). Пресмыкающиеся представлены прыткой ящерицей (Lacerta agilis), обыкновенным ужом (Natrix natrix).

## Туризм и деятельность человека
Крупномасштабная хозяйственная деятельность в границах территории не ведётся. Часть угодий выкашивают, на небольшой территории пасут скот жители местных деревень. В заказнике также ведётся охоты и любительская рыбная ловля. В заказник можно попасть только на лодке, а во время паводка эта территория практически недоступна.

## Угрозы
В 1960-х была сужена пойма реки Припять, основное русло и притоки окружили дамбами. В 1970-х по территории заказника была проложена система мелиоративных каналов, часть из которых функционирует по сей день. Территорию планировали полностью осушить и использовать под пашни. К счастью, в дальнейшем было принято решение сохранить естественные биотопы ввиду их уникальности и важности для поддержания биоразнообразия, однако последствия вмешательства середины XX века продолжают влиять на «Простырь» и сегодня. Болотные экосистемы отличаются особой хрупкостью: для них любые резкие колебания уровня воды. Осушение части земель приводят к вымиранию болотной растительности и уменьшению кормовой базы животных, в дальнейшем эти участки становятся уязвимы для пожаров. И напротив — резкое повышение уровня воды губительно для нерестилищ.